# 大圆肌
大圆肌（英語：Teres major）是一束上肢肌，形态厚实，截面呈椭圆形，起于肩胛骨下角背面，止于肱骨小结节嵴，位于背闊肌上方，小圆肌下方，参与构成腋窝后壁，是七块肩胛肱骨肌之一。其受臂丛分支下肩胛下神經支配，主要作用是协助肱骨的后伸、内收与旋内。该肌有时会被误认作肩袖肌群的一部分，但实际上它并不像肩袖肌群的肌肉那样附着在肩肩关节囊上，因而并不是肩袖肌群的一部分。其拉丁語：，意為“圆形”。 